# Биоковски партизански одред
Биоковски народноослободилачки партизански (НОП) одред је био партизанска јединица у саставу Народноослободилачке војске и партизанских одреда Југославије током Другог светског рата у Хрватској.

## Историјат
Формиран од Морнаричког одреда и нових бораца почетком марта 1943. у засеоку Шошић на Биокову. Крајем марта имао је три батаљона са око 550 бораца. Дејствовао је између доњих токова Цетине и Неретве, и Имотског поља, а понекад и на мору. Одмах после формирања, 23. марта код Заострога заробио је два италијанска једрењака, а 5. јуна разбио домобранску посаду у Загвозду (код Макарске). У јуну и јулу два пута су Италијани покушали да га униште. Други пут су ангажовали веће делове дивизија Мурђе, Марче и Месина, нешто усташа, домобрана и Немаца, али се у борбама од 10. јула до 1. августа пробио по групама на слободну територију северно од Биокова. У августу са Цетинским одредом разбио је домобранску посаду у селу Дупцима и заробио посаду (око 300 војника и 8 официра у селу Задварју код Омиша). Тиме је проширена слободна територија тог краја и појачан прилив бораца. У Групу ударних батаљона, формирано почетком септембра 1943, ушао је један батаљон Одреда. Кад је после капитулације Италије формирана Биоковска бригада (11. далматинска), Одред је ушао у њен састав. Одред је поновно формиран августа 1944. од бораца Макарског батаљона. На подручју Биокова Одред је водио борбе до новембра 1944. кад је расформиран и од његових бораца попуњене јединице 9. дивизије.